# Даудов, Иса Личиевич
Иса Личиевич Даудов (род. 10 сентября 1989) — российский борец вольного стиля, участник Кубка мира в составе сборной России. Мастер спорта России.

## Карьера
Чеченец. В октябре 2013 года в Махачкале стал бронзовым призёром Межконтинентального Кубка. В декабре 2013 года в Раменском в составе сборной Красноярского края стал обладателем Кубка России. В начале апреля 2015 года стало известно, что Иса Даудов выступит в составе сборной России на Кубке мира в Лос-Анджелесе. На Кубке мира в составе сборной занял 4 место. 

## Спортивные результаты
- Межконтинентальный Кубок 2012 — ;
- Межконтинентальный Кубок 2013 — ;
- Кубок России по вольной борьбе 2013 (команда) — ;
- Гран-при Ивана Ярыгина 2014 — ;
- Межконтинентальный Кубок 2014 — ;
- Гран-при Ивана Ярыгина 2015 — ;
- Кубок мира по борьбе 2015 (команда) — 4;